# Zajetje elektrona
Zajetje elektrona (tudi zajetje K) je v jedrski fiziki način razpada, pri katerem se v jedru absorbira eden od elektronov atoma, katerega jedro razpada.
{\displaystyle p+e^{-}\to n+\nu }
Verjetneje je, da se v jedru absorbira elektron z ene od tistih elektronskih lupin, katerih elektronski oblak se kar največ prekriva z jedrom, to pa je najbolj notranja elektronska lupina, torej lupina K. Atom, ki nastane pri tem procesu, je v vzbujenem stanju, ker eden od nivojev z nizko energijo ni povsem zaseden. V osnovno stanje preide atom tako, da ta nivo zasede eden od elektronov iz višjih energijskih nivojev. Pri tem atom izseva foton, ki ima energijo za to vrsto atomov značilnih rentgenskih žarkov. Razpade z ujetjem elektrona se lahko zato zazna posredno, z merjenjem značilnih rentgenskih žarkov.